# Бошко Ђокић
Бошко Ђокић (26. новембар 1958, Београд — 26. јануар 2019, Београд) био је српски кошаркашки тренер.

## Каријера
Ђокић је био тренер у више клубова у Србији, Хрватској, Словенији и Црној Гори, а највећи успех у каријери је постигао са КК ФМП (тада под именом Рефлекс) са којим је 2004. године освојио Јадранску лигу и 2005. Куп Радивоја Кораћа.
На Европском првенству у Задру 2010. године је био тренер младе селекције Србије за играче до 20 године. Тада је стигао до четвртфинала после пораза од домаће екипе — Хрватске.
Крајем 2011. године је писао колумне о кошарци у дневним новинама „Данас“.
Од 28. новембра 2011. године Ђокић се налазио на месту тренера КК Металац, заменивши дотадашњег тренера Милована Степандића. Пре доласка у Металац, Ђокић је последњи пут био тренер КК ФМП (од марта 2010. до фебруара 2011). Пре ФМП-а био је тренер КК Раднички Баскет. Од 2007. до 2009. године тренирао је КК Ибон. Године 2006. тренирао је КК Пивоварна Лашко са којом је стигао до финала купа Словеније. Током сезоне 2011/12. је водио КК Металац из Ваљева.
Тренерску каријеру је започео у КК Славонка из Осјека, а затим је био главни тренер више тимова: КК Профиколор из Панчева, КК БФЦ из Беочина, КК Машинац из Краљева, КК Здравље из Лесковца, КК Раднички Београд, КК Борац из Чачка, КК Мега исхрана из Београда, КК Пивоварна Лашко из Словеније, КК Ибон из Никшића. Потом тренира КК ФМП, КК Раднички Баскет, па поново КК ФМП, а од новембра 2011. КК Металац из Ваљева.